# Paul Ackerman
Paul Ackerman (18 de febrero de 1908 - 31 de diciembre de 1977) fue un editor y periodista musical norteamericano.

## Biografía
Durante tres décadas, de 1943 a 1973, Paul Ackerman se desempeñó como editor de música de la revista Billboard. Su permanencia en el cargo coincidió con el nacimiento del rock and roll. Entre los primeros periodistas que el campeón de esta forma la nueva música, que reconoce en ella las raíces de las tradiciones más antiguas musical. Un ventilador de largo plazo del blues rural y un erudito académico experto en la civilización europea y americana, que escribió e informó sobre la música popular de todo tipo. "La música es el más importante de nuestras artes", proclamó, "porque atraviesa todas las facetas del mundo del espectáculo." 
Ackerman ayudó a asegurar que los modismos populares fueran tomadas en serio a partir de mediados del siglo XX.
Ackerman a trazado el surgimiento del rhythm and blues, música country y rock and roll, la grabación de su impacto en el mundo de la música popular. Bajo su tutela, Billboard se convirtió en la publicación sobre música comercial de primer nivel. Ackerman, que murió en 1977, fue galardonado con numerosos premios como periodista musical y académico, incluyendo a su inducción póstuma en el Rock and Roll Hall of Fame.